# Армяне в Австрии
Армяне в Австрии (нем. Armenier in Österreich, арм. Հայերն Ավստրիայում) — этнические армяне, проживающие в Австрии. Их численность на сегодняшний день составляет около 6000 человек, в основном армянские общины компактно проживают в Вене. Для армян Вены является одним из важнейших тот факт, что в ней находится Орден мхитаристов, который играет важную роль как в жизни страны, так и всего мира.

## История

### До конца XVIII века
История армян в Австрии восходит к временам освобождения Вены от османской осады в конце XVII века, когда несколько армянских купцов нашли новые рынки для своих товаров в империи Габсбургов.
Фактически, характерная для города кофейная культура была создана и существовала продолжительное время в первые десятилетия своего существования благодаря армянским купцам. Самая первая задокументированная кофейня в Вене была открыта 17 января 1685 года Йоханнесом Деодатом (или Диодато, известным среди армян как Ованес Астуацатюр — Յովհաննէս Աստուածատուր — некоторые источники утверждают, что он был греком).

### После аннексии Австрией Галиции и Буковины в 1770-х годах

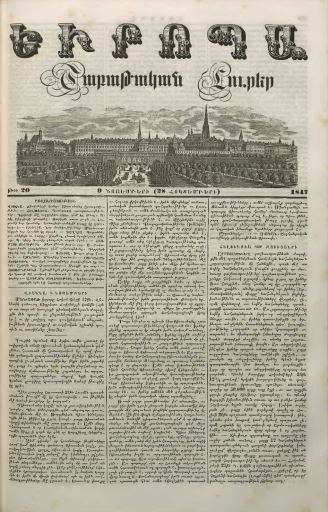
Литературно-научный журнал «Европа», Вена 1847 год

В 1772—1774 годах австрийская монархия аннексировала Галицию а также часть молдавского княжества Буковину (сегодня — часть Украины), которые в то время занимали самую большую территорию, заселенную армянами в Европе, тем самым буковинские и галицийские армяне стали подданными Империи. В 1775 году Мария Терезия дала официальное разрешение монашескому ордену мхитаристов Армянской католической церкви на поселение в империи Габсбургов. Мхитаристы в Вене внесли свой вклад в распространение армянской культуры в Центральной Европе через свою типографию, библиотеку и колледж для армянских юношей.
В 1847 году в Вене начал публиковаться литературно-научный журнал «Европа»
В начале XIX века австрийские армяне имели официально признанный статус автономной религиозной общины. Армянская община в Вене постоянно росла, так что уже в 1896 году были предприняты первые попытки основать общину Армянской апостольской церкви. В 1912 году в Вене была открыта небольшая армянская часовня.

### Первая мировая война и её последствия
Первая мировая война и её последствия изменили армянскую общину Австрии: во время войны была потеряна территория Буковины, в которой проживали армяне, но в Австрию после геноцида армян, совершенного турками-османами в 1915 году прибыла волна иммигрантов. После 1918 года Галиция снова стала частью вновь воссозданного независимого польского государства, в то время как регион Буковина и большая часть её армянского населения вошли в состав Румынии (в 1947 году Буковина была передана СССР, что побудило большую часть её армянского населения мигрировать в Польшу и Чехословакию после 1947 года).
После назначения первого армянского пастора в Вене в 1920-х годах число армян в Австрии продолжало расти, чему также способствовали беженцы из Ливана, Сирии, Ирака, Ирана, а также трудовые мигранты из Турции, а в последнее время из Армении.

### После 1945 года
В 1968 году Сурпом Рипсиме была освящена Армянская апостольская церковь Вены, что дало новый импульс постоянно растущей армянской общине Австрии. Существует также субботняя армянская школа имени Ованеса Шираза.
Обе страны (Армения и Австрия) установили дипломатические отношения в 1996 году. У Армении существует посольство в Вене, а Австрия осуществляет свою дипломатическую миссию в Армении через свое посольство в Москве (Россия).

## Орден мхитаристов в Вене (1810-настоящее время)

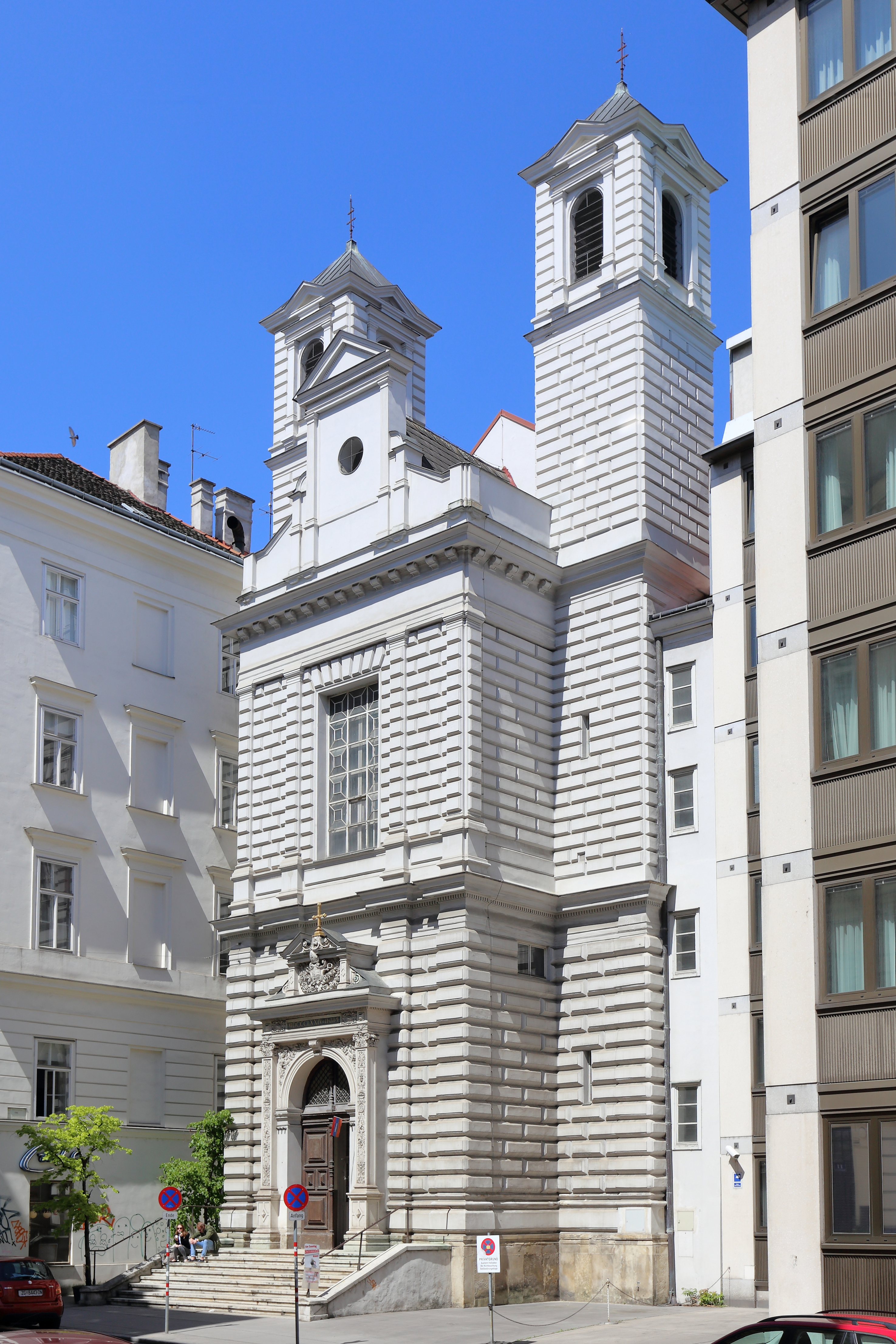
Мехитаристенкирхе (Mechitaristenkirche), Армянская мхитаристская католическая церковь в Вене, Австрия

Хотя штаб-квартира монашеского Ордена мхитаристов, основанного Мхитаром да Пьетро (1676—1749), армянским католическим монахом, находится на острове Святого Лазаря в Венеции, мхитаристы обосновались в Вене с 1810 года.
Ещё задолго до этого, фактически в 1775 году, Мария Терезия уже дала официальное разрешение конгрегации мхитаристов Армянской католической церкви на поселение в империи Габсбургов, и они обосновались в Триесте.
К 1810 году они основали новый монастырский центр в Вене при помощи францисканской церкви. Когда в 1835 году церковь, которую использовал Орден, полностью сгорела, мхитаристы наняли одного из самых известных архитекторов Вены того времени Йозефа Корнхойзеля для строительства новой церкви.
Из-за финансовых проблем строительство спроектированной церкви не было осуществлено на протяжении нескольких десятилетий. Когда церковь была наконец построена, новый архитектор по имени Фриц Зитте уже значительно изменил архитектурный дизайн. Он, а затем его сын Камилло Зитте завершили строительство церкви в 1874 году.
Венская община — это не только религиозный центр, но и настоящий культурный центр для армян. Монахи особенно активно популяризировали армянский язык, историю Армении и армянскую литературу и издали многих произведения армянских писателей с комментариями под названием «Национальная библиотека». Айдинян из Вены написал фундаментальный учебник современной армянской грамматики в 1866 году; Микаэл Чамчян (1738—1823) опубликовал трехтомную историю в Венеции (которая тогда принадлежала Австрии), а в Вене Гарагашян (1818—1903) написал четырёхтомную историю Армении.
Венский филиал Ордена издает с 1887 года научное издание по армянской лингвистике и филологии «Хендес Амсория».
Библиотека Конгрегации мхитаристов, основанная в 1773 году, владеет особой коллекцией армянских и восточных рукописей (около 153 000 томов, 2 000 рукописей, нумизматическая коллекция). Библиотека недавно объявила о формировании цифрового списка книг и рукописей библиотеки, доступных в сети Интернет.
Ликер из трав под названием «Mechitharine», производимый монахами, содержит 43 трав и 12 фруктов. Точные ингредиенты и рецепт остаются секретом и известны только двум монахам одновременно. «Mechitharine» до сих пор производится и продается монахами.